# Эльвира Баварская
Принцесса Эльвира Баварская (полное имя: Эльвира Александрина Мария Сесилия Клара Эухения, нем. Elvira Alexandrina Maria Cecilia Clara Eugenia, 22 ноября 1868, Мюнхен — 1 апреля 1943, Вена) — баварская принцесса из династии Виттельсбахов, дочь принца Адальберта Баварского и испанской инфанты Амелии Филиппины, супруга графа Рудольфа Врбна-Кауниц-Ритберг-Костенберг и Фроденталь.

## Биография
Эльвира родилась 22 ноября 1868 года в Мюнхене. Она была четвёртым ребёнком и второй дочерью в семье баварского принца Адальберта и его супруги Амелии Филиппины Испанской. Девочка имела старших братьев Людвига Фердинанда и Альфонса и сестру Изабеллу. Впоследствии родилась младшая сестра — Клара.
Отец умер, когда девочке было семь.
Все дети в семье воспитывались в духе строгой католической доктрины. По крайней мере, одна из дочерей должна была посвятить свою жизнь Богу. Эльвира в детстве и подростковом возрасте была любимицей тети Альдегунды Моденской, страстной католички, которая надеялась, что именно Эльвира станет монахиней. Однако девушке эта идея была не по душе. Тётино влияние она использовала, чтобы добиться разрешения на неравный брак. Духовную жизнь избрала её сестра Клара.
Избранником Эльвиры стал 27-летний австрийский имперский граф с чешскими корнями Рудольф Врбна-Фроденталь. Жених был молодым, богатым и красивым. Принцесса по тогдашним меркам не была большой красавицей, однако старательно ухаживала за своей внешностью.
Выдача замуж принцесс из королевского дома Баварии регулировалось § 1 и 2 Устава, принятого 1819 году. Было получено одобрение братьев невесты, а также отца жениха. Вместе с сыном они обязались соблюдать брачный контракт, составленного со значительными преимуществами для невесты. Эльвире гарантировалось регулярное денежное содержание, кроме общих доходов супругов. Взамен, она отказывалась от прав на престол для себя и будущих детей. 21 декабря 1891 года брачный контракт был подписан.
Венчание состоялось 28 декабря 1891 года в дворце Нимфенбург. У четы родилось трое детей:
- Рудольф (1892—1936) — был женат на Берте Видеманн;
- Изабелла (1894—1964) — была замужем за графом Каролем Эстергази де Галата, впоследствии — с его младшим братом Гезой Эстергази де Галата, имела семеро детей от обоих браков;
- Альфонс (1896—1976) — был женат на Жозефине Келлнберг.

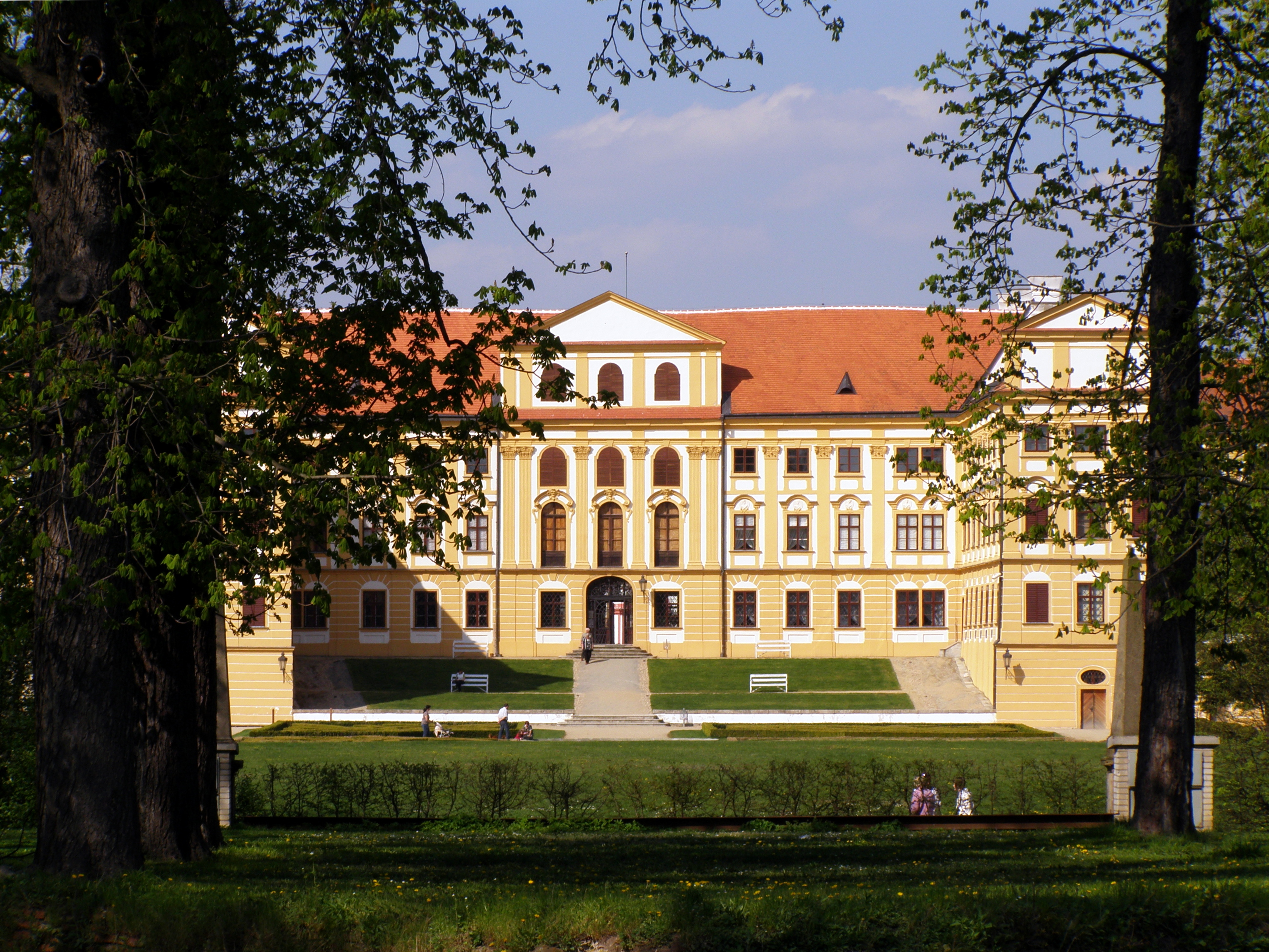
Яромирецкий замок

Жила семья в имениях в Голешове и Яромерице летом и в Вене, во время бального сезона, зимой. Графиня любила животных, особенно французских бульдогов. В 1893 она стала первой на территории Австро-Венгрии, кто завел французских бульдогов, до того времени неизвестную породу собак. Их родословная до сих пор хранится в Яромирецком замке. За четвероногими любимцами ухаживали специальные слуги. Было создано даже собачье кладбище. Почти во все поездки Эльвира брала с собой собаку.
Хотя она и потеряла права на престол, титул «Её королевское Высочество» остался неизменным. Этот факт также способствовал налаживанию связей с правящим домом Габсбургов в Австро-Венгрии. Она с мужем были представлены императорскому двору в Вене. Их престиж в Австрии привел к юридической победе за наследство рода Кауниц-Ритберг-Костенберг. В начале XX века полным вариантом их фамилии Врбна-Фроденталь стало Врбна-Кауниц-Ритберг-Костенберг и Фроденталь, часто сокращающееся до Врбна-Кауниц.
После распада империи и создания Чехословацкой республики в стране строго запретили использование дворянских титулов. Графиня отказалась признавать такие социальные девальвации. После 1918 года она продолжала настаивать на уважении к своему королевскому происхождению.

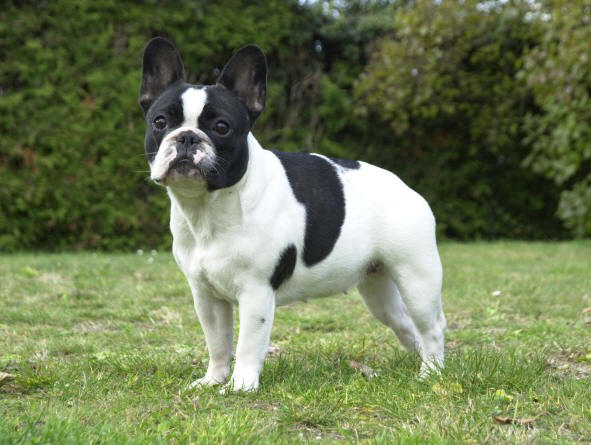
Французский бульдог

Роскошный образ жизни, содержание нескольких замков и незначительные доходы исчерпали состояние семьи. После смерти мужа в декабре 1927, Яромирецкий замок пришлось заложить. Эльвира с того времени проживала там постоянно. Чтобы предотвратить банкротство, распродавалось замковое имущество. Прислуга графиню не любила, так как та все время вела себя с аристократической спесью и холодностью. Она даже не знала чешский язык, который и не пыталась учить.
К финансовым трудностям Эльвиры добавились и родственные. Старший сын Рудольф против её воли женился на простолюдинке Берте Видеманн, а 1936 — умер, упав с лошади, не оставив потомков мужского пола.
Графиня приветствовала вход немецких войск на территорию Чехословакии. По словам её горничной, услышав это известие по радио, Эльвира коротко сказала: «Наконец!» Так как, среди кредиторов были евреи, графиня, воспользовавшись ситуацией, обратилась в гестапо. Те были арестованы и от своих претензий к Эльвире отказались.
Умерла графиня 1 апреля 1943 в Вене. Её тело похоронили в церкви Святого Михаила в Мюнхене.
Яромирецкий замок был продан в декабре 1943 года железной дороге рейха.